# Пруба (Лодзинське воєводство)
Пруба (пол. Próba) — село в Польщі, у гміні Бжезньо Серадзького повіту Лодзинського воєводства.
Населення — 116 осіб (2011).
У 1975-1998 роках село належало до Серадзького воєводства.

## Демографія
Демографічна структура станом на 31 березня 2011 року:
|          | Загалом | Допрацездатний вік | Працездатний вік | Постпрацездатний вік |
| -------- | ------- | ------------------ | ---------------- | -------------------- |
| Чоловіки | 57      | 6                  | 45               | 6                    |
| Жінки    | 59      | 13                 | 35               | 11                   |
| Разом    | 116     | 19                 | 80               | 17                   |